# Jonathan Okita
Jonathan Okita jr. (Keulen, 5 oktober 1996) is een Duits-Congolees voetballer die doorgaans als aanvaller speelt. In 2021 debuteerde hij voor het Voetbalelftal van Congo-Kinshasa.

## Clubcarrière

### Jeugd
Hij werd geboren in Keulen uit Congolese ouders en groeide vanaf zijn vijfde op in Juvisy-sur-Orge bij Parijs. Op zijn vijftiende verhuisde de familie Okita naar Brussel.

### Standard Luik
Okita werd opgeleid bij RCS Brainois en debuteerde in het seizoen 2013/14 voor tweedeklasser AFC Tubize. Nadien maakte hij de overstap naar Standard Luik, waar hij een driejarig contract tekende. Bij Standard Luik werd hij in eerste instantie bij de jeugd ondergebracht. Op 17 april 2016 maakte hij onder coach Yannick Ferrera zijn officiële debuut voor de Rouches. Hij mocht toen in play-off II een volledige wedstrijd meespelen tegen Moeskroen-Péruwelz.

### MVV Maastricht
In de zomer van 2017 stapte hij transfervrij over naar MVV Maastricht. Hij werd in zijn eerste seizoen clubtopscorer, door in 39 wedstrijden negentien doelpunten te scoren en bovendien nog acht doelpunten voor te bereiden.

### N.E.C.
Op 24 augustus 2018 ondertekende Okita een vierjarig contract bij N.E.C. Drie dagen later maakte hij zijn debuut voor de club in de met 1-2 gewonnen uitwedstrijd tegen Jong FC Utrecht. Op 8 september maakte hij zijn eerste doelpunt voor de club in de met 2-3 gewonnen uitwedstrijd tegen Roda JC Kerkrade. In zijn eerste seizoen maakte hij indruk bij N.E.C., met vijftien doelpunten en dertien assists in 41 wedstrijden. Het seizoen erop ging het bij Okita minder, die worstelde met zijn vorm en motivatie. Toch kwam hij nog tot zes goals en zeven assists in 28 wedstrijden. Hij leek in de zomer van 2020 te gaan vertrekken, maar door de coronacrisis en zijn vormdip durfde niemand het aan met Okita. Daarom begon hij aan nieuw seizoen bij N.E.C. onder trainer Rogier Meijer die in zijn aanvallende tactiek Okita goed kon gebruiken. Op 23 mei 2021 promoveerde Okita met N.E.C. naar de Eredivisie, door in de finale van de play-offs NAC Breda met 1-2 te verslaan. Okita, die met vier goals en vier assists in 33 KKD-wedstrijden een matig seizoen doormaakte, leefde helemaal op in de play-offs. Met vier goals in drie play-offwedstrijden, waaronder de winnende tegen NAC, was hij de belangrijkste man in de promotie van N.E.C. 
Op 20 augustus 2021 maakte hij in de eerste thuiswedstrijd zijn eerste Eredivisiegoal, in het met 2-0 gewonnen duel met PEC Zwolle. Dat seizoen werd hij topscorer van N.E.C., met zeven doelpunten, waarvan eentje een penalty tegen  PSV. Na vier seizoenen liep zijn contract in de zomer van 2022 af. Hij kwam tot 136 wedstrijden bij N.E.C., waarin hij 36 goals maakte en 29 goals voorbereidde.

### FC Zürich en Bodrum
Op 23 juni 2022 werd bekend dat Okita een contract voor drie seizoenen tekende bij de Zwitserse kampioen FC Zürich. In januari 2025 ging hij naar het Turkse Bodrum FK uitkomend in de Süper Lig.

## Clubstatistieken
| Seizoen                            | Club            | Competitie      | Competitie | Competitie | Beker | Beker | Overig | Overig | Totaal | Totaal |
| Seizoen                            | Club            | Competitie      | Wed.       | Dlp.       | Wed.  | Dlp.  | Wed.   | Dlp.   | Wed.   | Dlp.   |
| ---------------------------------- | --------------- | --------------- | ---------- | ---------- | ----- | ----- | ------ | ------ | ------ | ------ |
| 2013/14                            | AFC Tubize      | Eerste Klasse B | 16         | 0          | 0     | 0     | –      | –      | 16     | 0      |
| 2014/15                            | Standard Luik   | Eerste Klasse A | 0          | 0          | 0     | 0     | –      | –      | 0      | 0      |
| 2015/16                            | Standard Luik   | Eerste Klasse A | 0          | 0          | 0     | 0     | 2      | 0      | 2      | 0      |
| 2016/17                            | → KSV Roeselare | Eerste Klasse B | 0          | 0          | 0     | 0     | –      | –      | 0      | 0      |
| 2016/17                            | → Royale Union  | Eerste Klasse B | 0          | 0          | 0     | 0     | 6      | 0      | 6      | 0      |
| 2017/18                            | MVV Maastricht  | Eerste Divisie  | 36         | 18         | 1     | 0     | 2      | 1      | 39     | 19     |
| 2018/19                            | N.E.C.          | Eerste Divisie  | 37         | 15         | 2     | 0     | 2      | 0      | 41     | 15     |
| 2019/20                            | N.E.C.          | Eerste Divisie  | 27         | 6          | 1     | 0     | –      | –      | 28     | 6      |
| 2020/21                            | N.E.C.          | Eerste Divisie  | 33         | 4          | 2     | 0     | 3      | 4      | 38     | 8      |
| 2021/22                            | N.E.C.          | Eredivisie      | 27         | 7          | 2     | 0     | –      | –      | 29     | 7      |
| 2022/23                            | FC Zürich       | Super League    | 29         | 7          | 2     | 0     | 9      | 1      | 40     | 8      |
| 2023/24                            | FC Zürich       | Super League    | 36         | 11         | 2     | 1     | –      | –      | 38     | 12     |
| 2024/25                            | FC Zürich       | Super League    | 0          | 0          | 0     | 0     | 0      | 0      | 0      | 0      |
| Carrière totaal                    | Carrière totaal | Carrière totaal | 241        | 68         | 12    | 1     | 24     | 6      | 275    | 75     |
| Bijgewerkt tot en met 17 juli 2024 |                 |                 |            |            |       |       |        |        |        |        |

## Interlandcarrière
In oktober 2021 werd Okita voor het eerst opgenomen in de selectie van het voetbalelftal van Congo-Kinshasa. Hij maakte zijn debuut op 10 oktober 2021 als invaller direct na de rust voor Samuel Bastien in de met 1-0 verloren kwalificatiewedstrijd voor het wereldkampioenschap voetbal 2022 in en tegen Madagaskar.